# Кравс, Антон
Антон Кравс (нем. Anton Kraus, укр. Антін Кравс; 23 ноября 1871 — 13 ноября 1945) — генерал-четарь Украинской галицкой армии. В 1919 году — командир 3-го корпуса УГА.

## Биография
Родился 23 ноября 1871 года в Берегомете (ныне Черновицкой области) в семье немецкого колониста. Мать — украинка. Окончил Венскую кадетскую школу и Венскую высшую офицерскую школу. В годы Первой мировой войны — командир куреня (батальона) 58-го Станиславовского и 55-го Бережанского полка на русском и итальянском фронтах. Подполковник Императорской и королевской армии Австро-Венгрии.
С декабря 1918 года в Галицкой армии, командир боевой группы «Хирев», 8-й Самборской бригады, 3-го Галицкого корпуса на польском фронте. В 1919 — командир армейской группы в Киевской наступательной операции. Осенью 1919 года — командир 3-го корпуса на большевистском и деникинском фронтах. Генерал-хорунжий.
В 1920 году — командир бригады ЧУГА, присоединился к Армии УНР, командир группы, которая в августе 1920 года пробилась в Чехословакию, пребывал в лагерях интернированных частей УГА в Либерце.
С 1924 года в Вене, деятель ветеранских обществ УГА, автор мемуаров. В 1941 году — член Украинского Генерального Совета Комбатантов.
Умер 13 ноября 1945 года в Вене.